# Sarpedon (syn Zeusa)
Sarpedon (gr. Σαρπηδὠν Sarpēdṓn, łac. Sarpedon) – w mitologii greckiej królewicz z Licji.
Uchodził za syna Zeusa i Europy. Był adopcyjnym synem króla Krety, Asteriona (Asteriosa). Rywalizował o tron państwa ze swym bratem Minosem, po czym uszedł do Azji Mniejszej, gdzie założył greckie miasto Milet. Powiadano, że Zeus pozwolił mu dożyć bardzo podeszłego wieku.
Według innego mitu Sarpedon był synem Laodamii (córka Bellerofonta, wnuczka Syzyfa i plejady Merope). Był wielkim wodzem sprzymierzonym z wojskami trojańskimi. Potężny i mężny pozwalał sobie karcić samego Hektora. Wiernym druhem Sarpedona był Pelagon.
Raniony włócznią jesionową w udo przez Tlepolema (jeden z synów Heraklesa) przeżył to zranienie bo rana w niewyjaśnionych okolicznościach szybko się zagoiła. Został jednak zabity przez Patroklosa i na rozkaz Zeusa przeniesiony przez Apollina w bezpieczne miejsce. Zwłoki Apollin obmył w rzece, namaścił ambrozjami i boskim nektarem. Prawdopodobnie stał się nieśmiertelny.